# Programa de Exploración de Marte

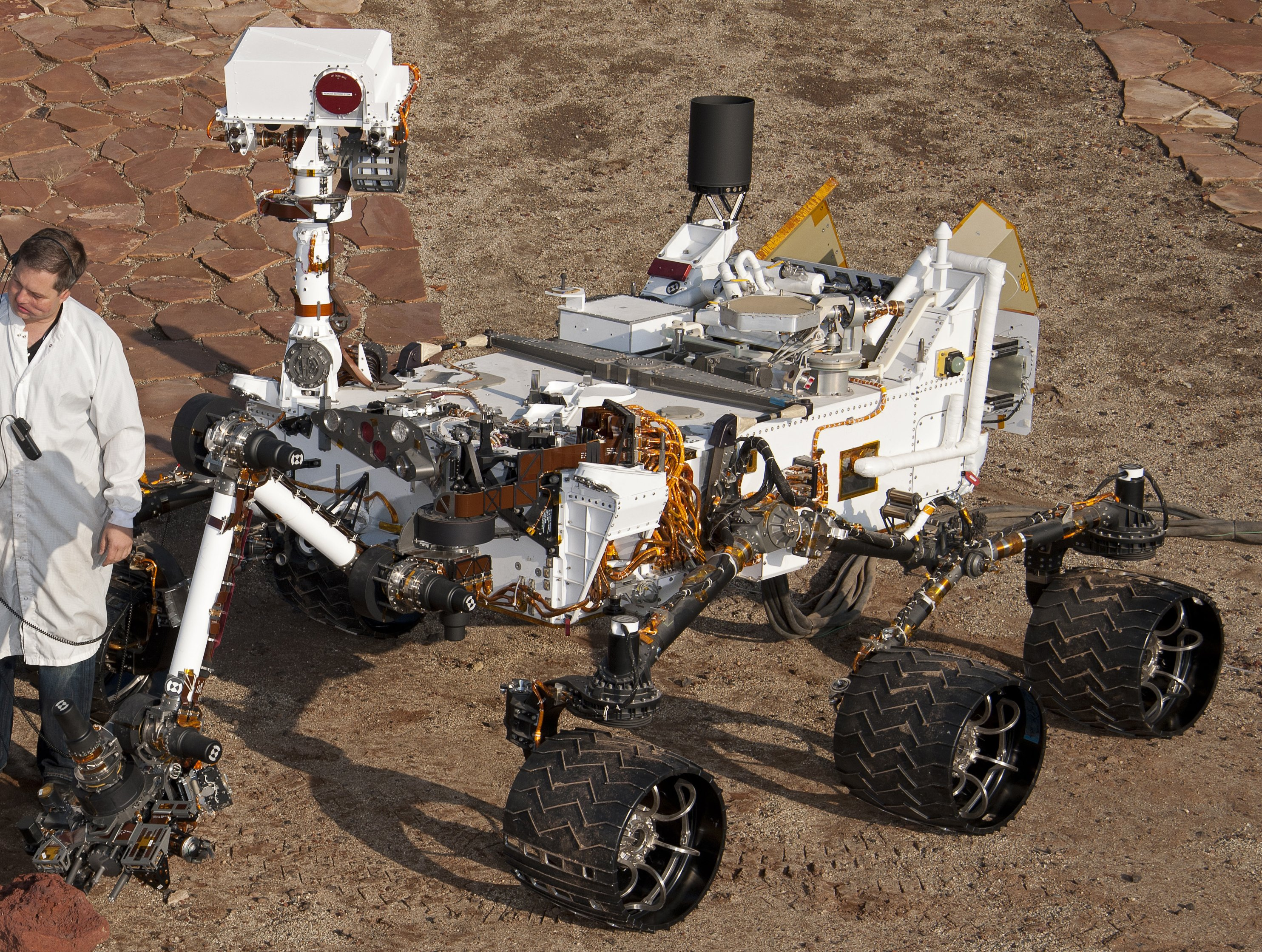
Modelo a escala real del rover Curiosity.

El Programa de Exploración de Marte (MEP, Mars Exploration Program, en inglés), es un esfuerzo a largo plazo para explorar el planeta Marte, financiado y dirigido por la NASA. Formado en 1993, el MEP ha hecho uso de naves espaciales orbitales, aterrizadores y rovers de Marte para explorar las posibilidades de vida en Marte, así como el clima y los recursos naturales del planeta.
El programa es administrado por la Dirección de Misión Científica de la NASA, por Doug McCuistion de la División de Ciencia Planetaria. Como resultado de recortes del 40 % en el presupuesto de la NASA para el año fiscal 2013, se formó Mars Next Generation para ayudar a reformular el MEP, que reúne a los líderes de la tecnología de la NASA, la ciencia, las operaciones humanas y las misiones científicas.

## Antecedentes

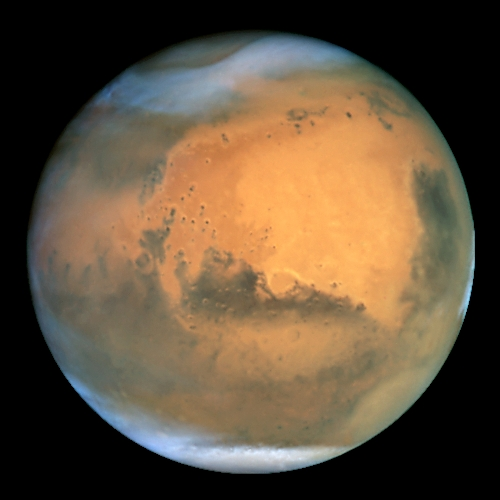
Marte visto por el telescopio espacial Hubble..

Si bien fue observado en la antigüedad por los babilonios, egipcios, griegos y otros, no fue hasta la invención del telescopio en el siglo XVII que Marte fue estudiado en profundidad. El primer intento de enviar una sonda a la superficie de Marte, apodado Mars 1960A, fue realizado por la URSS en 1960. La sonda no pudo alcanzar la órbita terrestre, y la misión finalmente fracasó. El fracaso para completar los objetivos de la misión ha sido común en las misiones diseñadas para explorar Marte; aproximadamente dos tercios de todas las naves espaciales destinadas a Marte han fallado antes de que pueda comenzar cualquier observación.
El propio Programa de Exploración de Marte se formó oficialmente a raíz del fallido Observador de Marte en septiembre de 1992, que había sido la primera misión de Marte de la NASA desde los proyectos Viking 1 y Viking 2 en 1975. La nave espacial, que se basó en un satélite de comunicaciones comerciales en órbita terrestre modificado (es decir, el satélite Astra 1A de SES), llevaba una carga útil de instrumentos diseñados para estudiar la geología, la geofísica y el clima de Marte desde la órbita. La misión finalizó en agosto de 1993, cuando se perdieron las comunicaciones tres días antes de que la nave espacial estuviera programada para entrar en órbita.

## Objetivos/Estrategia
Según la NASA, hay cuatro objetivos generales del MEP, todos relacionados con la comprensión del potencial de vida en Marte.

### Objetivo 1: Determinar si alguna vez existió vida en Marte

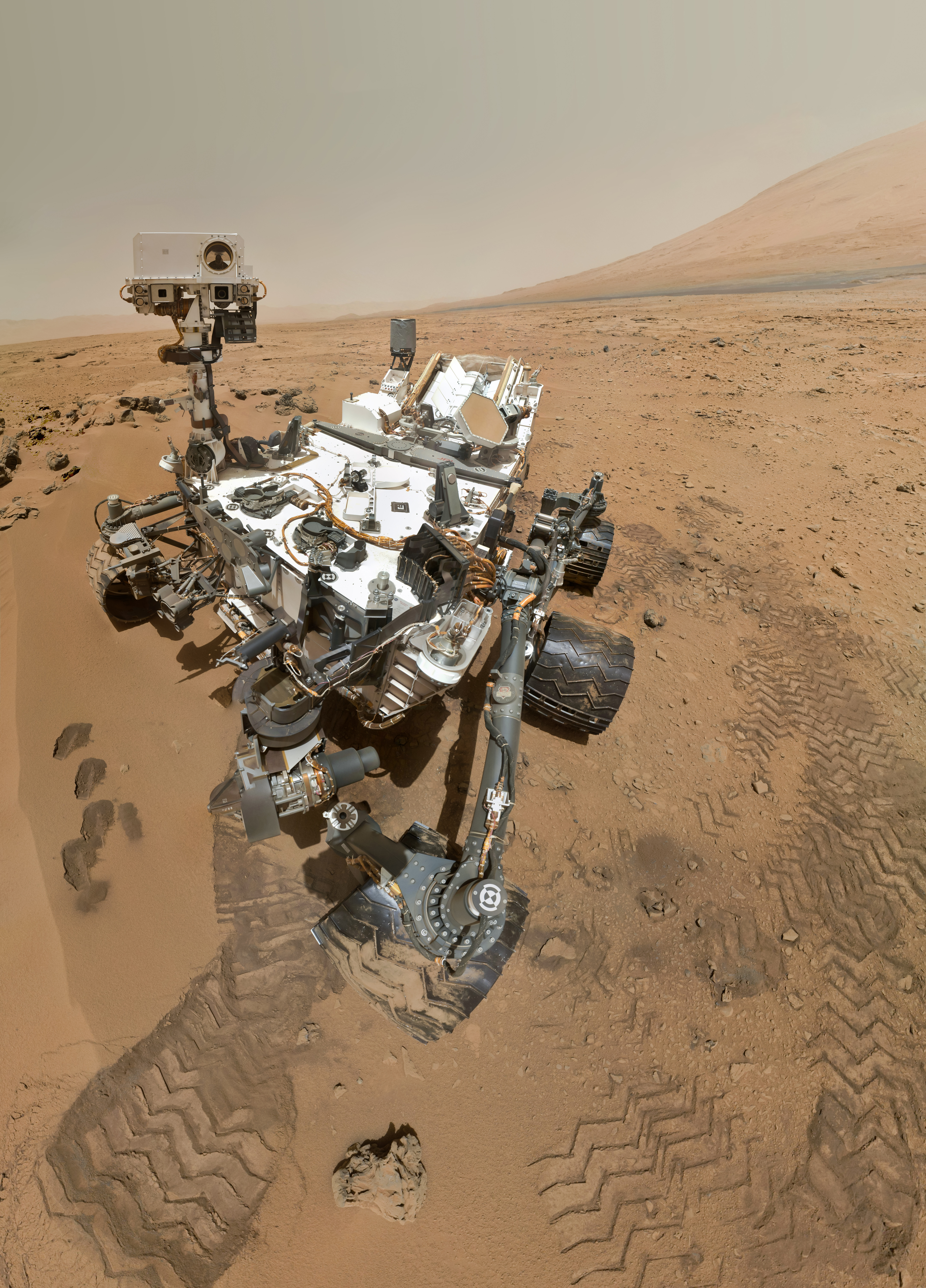
Auto-retrato de Curiosity en la superficie de Marte en un ligar denominado 'Rocknest' (MAHLI 31 de octubre de 2012).

Para comprender el potencial de habitabilidad de Marte, se debe determinar si hubo vida en Marte o no, lo que comienza con la evaluación de la idoneidad del planeta para la vida. La estrategia principal con respecto al MEP, apodado "Follow the Water" ("Sigue al agua"), es la idea general de que donde la vida está presente, hay agua (al menos en casos en la Tierra). Es probable que si alguna vez surgiera vida en Marte, se necesitaría un suministro de agua que estuviera presente durante un período de tiempo considerable. Por lo tanto, un objetivo prominente del MEP es buscar lugares donde el agua está, estaba o podría estar, como lechos de ríos secos, debajo de la superficie planetaria y en los casquetes polares de Marte. 
Además del agua, la vida también necesita fuentes de energía para sobrevivir. La abundancia de superóxidos hace que la vida en la superficie de Marte sea muy improbable, lo que esencialmente descarta la luz solar como una posible fuente de energía para la vida. Por lo tanto, se deben buscar fuentes alternativas de energía, como la energía geotérmica y química. Estas fuentes, que son utilizadas por las formas de vida en la Tierra, podrían ser utilizadas por formas de vida microscópicas que viven bajo la superficie de Marte. 
La vida en Marte también se puede buscar mediante la búsqueda de formas de vidas pasadas y presentes o bioformas. La abundancia relativa de carbono y la ubicación y las formas en que se puede encontrar pueden informar dónde y cómo puede haberse desarrollado la vida. Además, la presencia de minerales de carbonato, junto con el hecho de que la atmósfera de Marte está compuesta principalmente de dióxido de carbono, les diría a los científicos que el agua puede haber estado en el planeta el tiempo suficiente para fomentar el desarrollo de la vida.

### Objetivo 2: Caracterizar el clima de Marte
Otro objetivo del MEP es caracterizar el clima actual y pasado de Marte, así como los factores que influyen en el cambio climático en Marte. Actualmente, lo que se sabe es que el clima está regulado por los cambios estacionales de los casquetes polares de Marte, el movimiento del polvo por la atmósfera y el intercambio de vapor de agua entre la superficie y la atmósfera. Comprender estos fenómenos climáticos significa ayudar a los científicos a modelar de manera más efectiva el clima pasado de Marte, lo que brinda un mayor grado de comprensión de la dinámica de Marte.

### Objetivo 3: Caracterizar la geología de Marte
La geología de Marte es diferenciable de la de la Tierra por, entre otras cosas, sus volcanes extremadamente grandes y la falta de movimiento de la corteza. Un objetivo del MEP es comprender estas diferencias con la Tierra junto con la forma en que el viento, el agua, los volcanes, la tectónica, los cráteres y otros procesos han dado forma a la superficie de Marte. Las rocas pueden ayudar a los científicos a describir la secuencia de eventos en la historia de Marte, determinar si hubo abundancia de agua en el planeta mediante la identificación de minerales que se forman solo en el agua y determinar si Marte alguna vez tuvo un campo magnético (que apuntaría hacia Marte en un momento ser un planeta dinámico similar a la Tierra).

### Objetivo 4: Prepararse para la exploración humana de Marte
Una misión humana a Marte presenta un enorme desafío de ingeniería. Dado que la superficie de Marte contiene superóxidos y carece de una magnetosfera y una capa de ozono para protegerse de la radiación del Sol, los científicos tendrían que comprender a fondo la mayor cantidad posible de la dinámica de Marte antes de tomar cualquier medida hacia el objetivo de poner a los humanos en Marte.

## Desafíos
Las misiones de exploración de Marte han tenido históricamente algunas de las tasas de fracaso más altas para las misiones de la NASA, que se pueden atribuir a los inmensos desafíos de ingeniería de estas misiones, así como a algo de mala suerte. Con muchos de los objetivos del MEP que implican la entrada, el descenso y el aterrizaje de naves espaciales (EDL) en la superficie de Marte, factores como la atmósfera del planeta, el terreno irregular y el alto costo de replicación similar a Marte Entran en juego entornos de prueba.

### Atmósfera

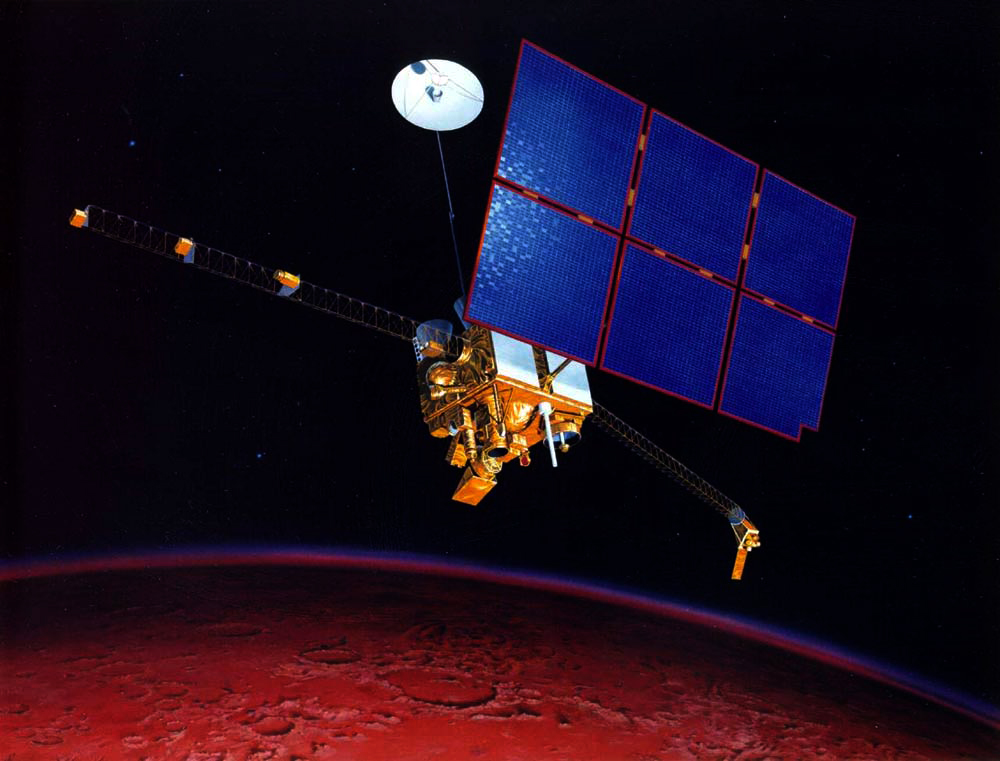
Representación artística del Mars Observer

En comparación con la Tierra, la atmósfera de Marte es aproximadamente 100 veces más delgada. Como resultado, si una nave de aterrizaje descendiera a la atmósfera de Marte, se desaceleraría a una altitud mucho más baja y, dependiendo de la masa del objeto, podría no tener suficiente tiempo para alcanzar la velocidad terminal. Para desplegar desaceleradores súper o subsónicos, la velocidad debe estar por debajo de un umbral o no serán efectivos. Por lo tanto, se deben desarrollar tecnologías para que una embarcación de aterrizaje se pueda desacelerar lo suficiente como para permitir el tiempo adecuado para que otros procesos de aterrizaje necesarios se lleven a cabo antes del aterrizaje.
La atmósfera de Marte varía significativamente en el transcurso de un año en Marte, lo que impide que los ingenieros puedan desarrollar un sistema para EDL común entre todas las misiones. Las tormentas de polvo que ocurren con frecuencia aumentan la temperatura atmosférica más baja y disminuyen la densidad atmosférica, lo que, junto con las elevaciones extremadamente variables en la superficie de Marte, obliga a una selección conservadora de un sitio de aterrizaje para permitir una desaceleración suficiente de la nave.

### Topografía

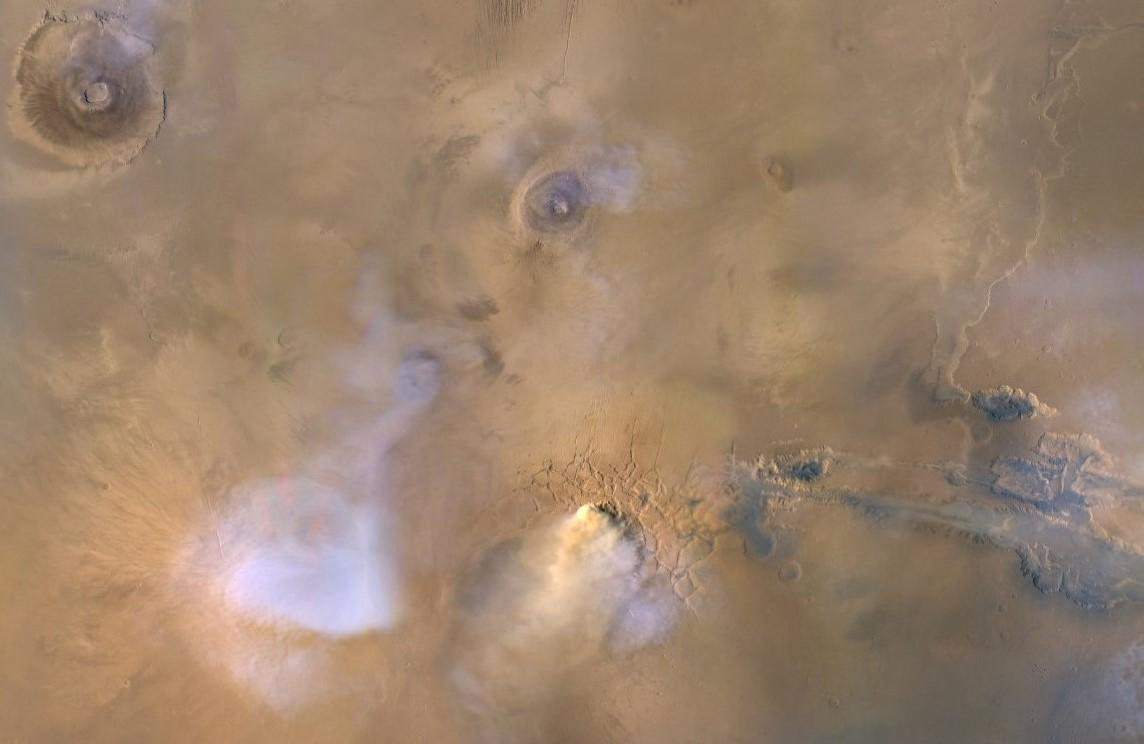
Esta imagen, tomada el 30 de noviembre de 2010, por el Mars Reconnaissance Orbiter de la NASA, muestra una torre de polvo de Marte.

La superficie de Marte es extremadamente irregular y contiene rocas, terreno montañoso y cráteres. Para una embarcación de desembarco, el área de aterrizaje ideal sería plana y sin escombros. Dado que este terreno es casi imposible de encontrar en Marte, el tren de aterrizaje debe ser muy estable y tener suficiente distancia al suelo para evitar problemas de vuelco e inestabilidad al aterrizar. Además, los sistemas de desaceleración de estos módulos de aterrizaje necesitarían incluir propulsores que apuntan al suelo. Estos propulsores deben estar diseñados de modo que solo necesiten estar activos durante un período de tiempo extremadamente corto; Si están activos y apuntan al suelo rocoso durante más de unos pocos milisegundos, comienzan a cavar trincheras, lanzan rocas pequeñas hacia el tren de aterrizaje y provocan una contrapresión desestabilizadora sobre el módulo de aterrizaje.
Encontrar un sitio de aterrizaje adecuado significa poder estimar el tamaño de la roca desde la órbita. Aún no se ha desarrollado la tecnología para determinar con precisión el tamaño de la roca de menos de 0,5 m de diámetro desde la órbita, por lo que, en cambio, la distribución del tamaño de la roca se infiere de su relación con la inercia térmica, basada en la respuesta térmica del sitio de aterrizaje medida por los satélites que actualmente orbitan Marte. El Mars Reconnaissance Orbiter también ayuda a esta causa en el sentido de que sus cámaras pueden ver rocas de más de 0,5 m de diámetro.
Junto con la posibilidad de que el módulo de aterrizaje se vuelque sobre superficies inclinadas, las grandes características topográficas como colinas, mesas, cráteres y trincheras plantean el problema de la interferencia con los sensores del suelo. El radar de radar y Doppler puede medir falsamente la altitud durante el descenso y los algoritmos que apuntan al punto de aterrizaje del módulo de aterrizaje pueden ser "engañados" para que suelten el módulo de aterrizaje demasiado temprano o tarde si la nave pasa sobre mesas o trincheras mientras desciende.

### Costos de replicación del entorno tipo Marte
Con secuencias de EDL de Marte que solo duran entre 5 y 8 minutos, los sistemas asociados deben ser indudablemente confiables. Idealmente, esto se verificaría con los datos obtenidos mediante la realización de pruebas a gran escala de varios componentes de los sistemas EDL en pruebas basadas en la Tierra. Sin embargo, los costos de reproducir entornos en los que estos datos serían relevantes en términos del entorno de Marte son considerablemente altos, lo que da como resultado que las pruebas sean puramente terrestres o que simulen resultados de pruebas que involucren tecnologías derivadas de misiones pasadas.

## Programas

### Opportunity
Opportunity fue un robot rover en el planeta Marte activo desde 2004 hasta 2018.

### Curiosity
Curiosity es una misión espacial que incluye un astromóvil de exploración marciana dirigida por la NASA.

### InSight
InSight, lanzado desde la Tierra el 5 de mayo de 2018, el módulo de aterrizaje aterrizó en Marte el 26 de noviembre de 2018 en Elysium Planitia.

### Mars 2020
Mars 2020 es una misión espacial del Programa de Exploración de Marte que incluye un astromóvil de exploración marciana dirigida por la NASA que fue lanzado en el año 2020 .

## Costos del programa
Las misiones de exploración de Marte, como la mayoría de las misiones de la NASA, pueden ser bastante costosas. Por ejemplo, el rover Curiosity de la NASA (aterrizó en Marte en agosto de 2012) tiene un presupuesto que supera los USD $2.5 mil millones. La NASA también tiene objetivos de colaborar con la Agencia Espacial Europea (ESA) para llevar a cabo una misión que implique devolver una muestra de suelo de Marte a la Tierra, lo que probablemente costaría al menos USD $5 mil millones y tardaría diez años en completarse.

### Recortes presupuestales
En febrero de 2012, la NASA se enfrentó a severos recortes presupuestarios en muchos de sus programas, con un recorte de USD $300 millones a la división de Ciencia Planetaria para el año fiscal 2013. En respuesta a estos recortes, el subcomité de Comercio, Justicia y Ciencia del Comité de Asignaciones de la Cámara de Representantes aprobó un presupuesto dos meses después que restableció USD $150 millones al presupuesto de Ciencia Planetaria. El restablecimiento tenía una estipulación: el dinero debe usarse para una misión que es parte del programa Mars Sample Return. 